# Новая Охта (платформа)
Но́вая О́хта — остановочный пункт Приозерской линии Октябрьской железной дороги, находится в Санкт-Петербурге на территории Красногвардейского района Санкт-Петербурга. Находится вдоль улицы Руставели в створе проспекта Просвещения.
На платформе останавливаются практически все пригородные поезда приозерского направления, идущие с Финляндского вокзала.

## История
Остановочный пункт был открыт в 1971 году. Изначально носил название Му́рино. Этимология неясна: пункт находится в 0,5 км от границы города Мурино в другом субъекте Федерации (Ленинградской области). По одной из версий, такое название было дано в память о прежнем названии станции Девяткино.
В июне 2022 года остановочный пункт Мурино переименовали в Новую Охту. Причина — желание уйти от путаницы. Новое название связано с названием соседнего жилого комплекса «Новая Охта» (построен в 2010-х годах между проспектом Маршака и рекой Охтой) и деревни Новой (расположена при впадении Муринского ручья в реку Охту).

## Путевое развитие
Остановочный пункт расположен в пределах станции Ручьи. В сторону станции Ручьи существует большое путевое развитие и депо. Со стороны станции Девяткино по ходу движения к пути в одном уровне примыкает путь от станции Парнас (соединительная ветвь Ручьи — Парголово).

### Инженерные сооружения
В сторону станции Девяткино:

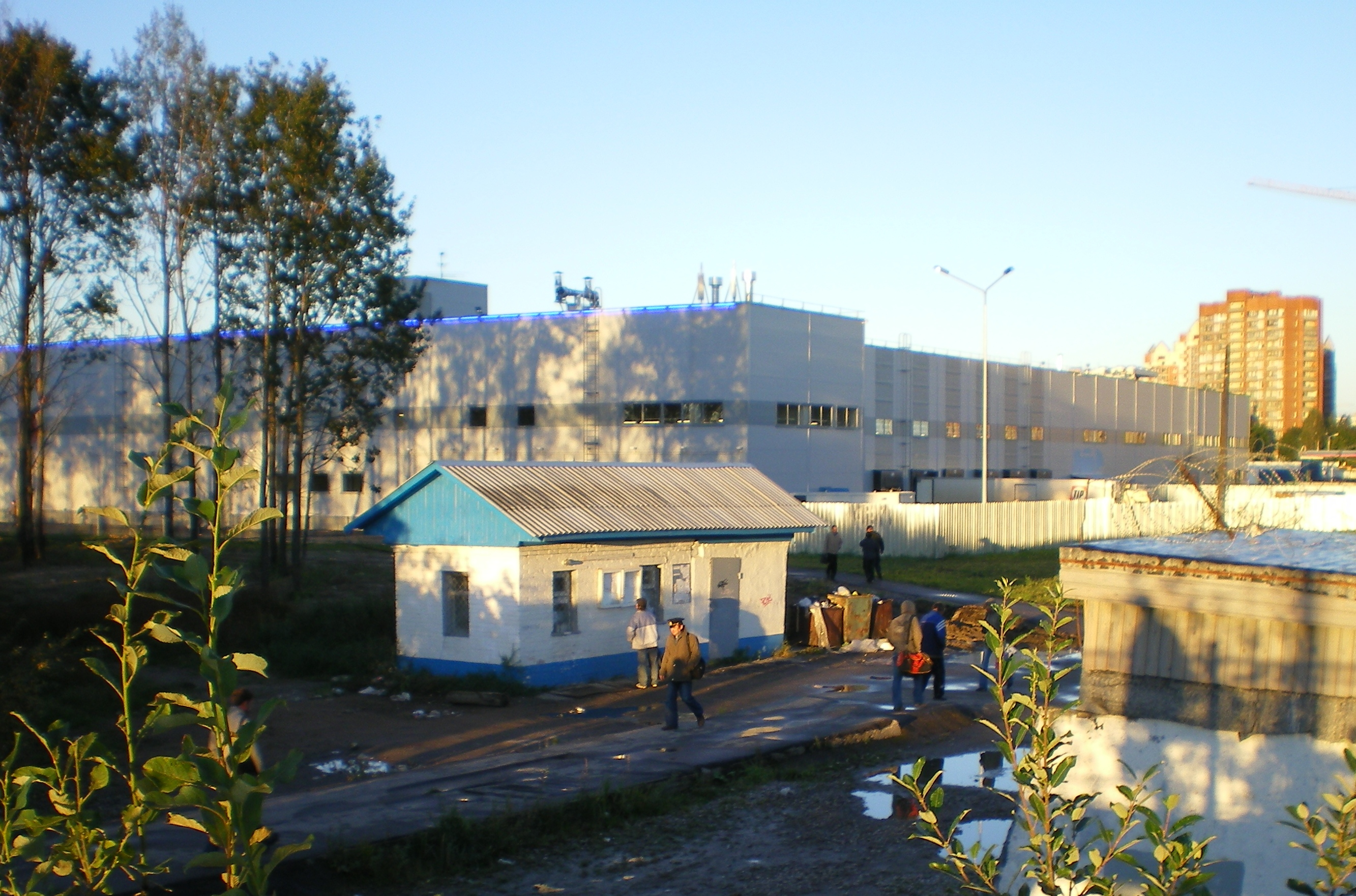
Касса

- Заброшенный железнодорожный переезд по старой трассе Токсовского шоссе (до строительства КАД).
- Над путями проходит эстакада КАД, а под — Токсовский тоннель.

В сторону платформы Ручьи:
- Под путями проходит теплопровод от Муринской ТЭЦ.
- Мост через Муринский ручей.

## Транспорт
- Трамваи № 51, 100
- Автобусы № 93, 121, 177, 193, 240